# ペンバ島
ペンバ島（ペンバとう、スワヒリ語:Pemba、アラビア語：الجزيرة الخضراء （ラテン文字表記：al-Dschazirat al-Chadra'））は、アフリカ大陸東岸、インド洋上に位置するザンジバル諸島の主要な島の一つ。タンザニア連合共和国に属する。
アフリカ大陸とは、ペンバ海峡によって50km隔たれ、ウングジャ島（ザンジバル島）の北方50kmに位置する。

## 概要
ウングジャ島より起伏に富んだ肥沃な土地であり、香辛料クローブの栽培が盛んで、島内には300万本以上のクローブの樹が存在し、クローブ生産高はウングジャ島を上まわっている。
古くからの住民はシラジと呼ばれる人々である（ウングジャ島も同様である）。シラジは、太古のペルシアのシーラーズに出自を持つ人々の血をひくとされている。この他の住民に、プランテーションの主な労働力であった、大陸に出自を持つアフリカ系住民と、少数の、スルタン統治時代のオマーン人をはじめとする中東系の入植者の子孫がある。言語は、タンザニアの公用語でもあるスワヒリ語を使用する。
2012年の人口は、406,808人。ペンバ島はタンザニア国内の自治政府ザンジバル革命政府が統治する主要な2島のうちの1つ（もう1つは自治政府の首都があるウングジャ島）であり、ペンバ島にはペンバ北部州とペンバ南部州の2州が設置されている。主要都市は、北部の州都ウェテ（Wete）、南部の州都ムコアニ（Mkoani）、そして中心都市であるチャケ＝チャケ（Chake Chake）である。島唯一の空港は、チャケチャケ近郊に位置するWawi空港である。
観光面ではダイビングの適地として知られている。